# Oratorio di Santo Stefano a Tuleto
L'oratorio di Santo Stefano a Tuleto è una chiesa che si trova in località Castello di Urbech a Stia.
In prossimità delle mura del castello di Urbech (XII-XVI secolo) sorge l'antica cappella castellana, dipendente dal 1589 dalla parrocchia di Santa Cristina a Papiano. Il modesto oratorio presenta un vano rettangolare con copertura a capriate lignee e campanile a vela.